# Moravice (district d'Opava)
Pour les articles homonymes, voir Moravice.
Moravice (en allemand : Morawitz) est une commune du district d'Opava, dans la région de Moravie-Silésie, en République tchèque. Sa population s'élevait à 234 habitants en 2021.

## Géographie
Moravice se trouve à 7 km à l'ouest-sud-ouest de Hradec nad Moravicí, à 16 km au sud-ouest d'Opava, à 40 km à l'ouest d'Ostrava et à 248 km à l’est de Prague.
La commune est limitée par Lhotka u Litultovic au nord, par Melč à l'est et au sud-est, par Staré Těchanovice au sud, et par Kružberk et Nové Lublice à l'ouest.

## Histoire
La première mention écrite de la localité date de 1283.

## Transports
Par la route, Moravice se trouve à 14 km de Vítkov, à 20 km d'Opava, à 55 km d'Ostrava et à 308 km de Prague.